# Šútovský potok
Šútovský potok – potok, prawy dopływ rzeki Wag. Jego zlewnia w całości znajduje się w paśmie górskim Mała Fatra na Słowacji. Ma źródła pod główną granią tzw. Krywańskiej Fatry, na odcinku od Hromovego po Stoha, najwyżej położone jest na wysokości ok. 1460 m. Spływa w południowym kierunku dnem Doliny Szutowskiej i w miejscowości Šútovo uchodzi do Wagu. Następuje to w obrębie tzw. Przełomu Królewiańskiego Wagu, na wysokości  ok. 430 m.
Największym dopływem Šútovskiego potoku jest Úplazný potok. Zasilany jest też kilkoma innymi ciekami spływającymi z obydwu zboczy Doliny Szutowskiej. W górnej części tej doliny, tuż przy szlaku turystycznym znajdują się dość silne źródła, tzw. Mojžišove pramene (pol. Źródła Mojżesza). Dnem doliny Szutowskiej, kilkakrotnie przekraczając Šútovský potok, prowadzi droga i znakowany szlak turystyczny oraz ścieżka przyrodnicza. Szlak turystyczny prowadzi dalej, na grzbiet Małej Fatry, ścieżka przyrodnicza natomiast do znajdującego się na Šútovskim potoku wodospadu Šútovský vodopád. Jest to najwyższy wodospad w całej Małej Fatrze (ok. 38 m wysokości). Wodospad jest pomnikiem przyrody, a jego otoczenie (stoki Úplazu i Žobráka) to ścisły rezerwat przyrody Šútovská dolina.

## Szlak turystyczny
Šútovo –  Šútovský vodopád – Mojžišove pramene – rozdroże Kopiská – Chata pod Chlebom (4.05 h)